# Tandkaken
De tandkaken (Enoplognatha) zijn een geslacht van spinnen uit de familie kogelspinnen (Theridiidae). Het geslacht omvat 65 soorten. De tandkaken onderscheiden zich door de kenmerkende vorm van de cheliceren. Dit geslacht heeft vele kleurvariaties, van wit tot bijna groen. Opvallend zijn de blauwe eicocons. Tandkaken leven op omgekrulde bladeren in lage vegetatie. Ze komen vrijwel overal ter wereld voor.

## Europese soorten
Enkele soorten die in Europa voorkomen zijn:
- Enoplognatha caricis – Moerastandkaak
- Enoplognatha latimana – Vergeten tandkaak
- Enoplognatha mordax – Schorrentandkaak
- Enoplognatha oelandica – Gemarmerde tandkaak
- Enoplognatha ovata – Gewone tandkaak
- Enoplognatha thoracica – Bodemtandkaak